# Domașnea
Domașnea is een Roemeense gemeente in het district Caraș-Severin.
Domașnea telt 1399 inwoners.